# Шаронов, Георгий Павлович
Георгий Павлович Шаронов (24 марта 1926, Ленинград — 11 февраля 1972, Ленинград) — советский автогонщик. Чемпион СССР. Мастер спорта СССР.

## Биография
В 1943—1944 годах проходил срочную военную службу на Забайкальском фронте Великой Отечественной войны.
В 1947—1952 годах работал водителем в различных организациях. В 1952 стал работать в ленинградском таксопарке № 1, начал заниматься автомобильным спортом — соревнования на мастерство вождения, кросс.
В 1955 году вместе с В. Прохоровым занял 12 место в чемпионате СССР по кольцевым гонкам в классе ГАЗ-20. В 1956 году перешёл на работу в грузовой таксопарк; занял второе место в чемпионате Ленинграда по кроссу (1956, 1957, класс ЗИС-150).
В 1958 году — второй в чемпионате СССР по кольцевым гонкам (команда Ленинградского военного округа, группа Г, гоночный автомобиль ГМ-20). В 1959 году участвовал в чемпионате СССР по кольцевым гонкам в классе спортивных автомобилей до 2500 см³ (команда второго легкового таксопарка). Построил на агрегатах серийного «Москвича-407» спортивный автомобиль «Ласточка» (позже — «Ленинградка»).
В 1960 году на «Ленинградке» в чемпионате СССР формулы «Юниор» стал чемпионом, на обоих этапах заняв третьи, последние места и набрав 10 очков. В 1961 году на «Ленинградке» занял пятое место в чемпионате СССР группы Г.
С 1962 года стал участвовать в ралли; занял первое место в первенстве ЛУАТ и вторые — в чемпионате Ленинграда и первенстве ленинградского городского совета ДСО «Спартак» (класс ГАЗ-51). В 1963 году второй в первенстве Ленинграда (класс ГАЗ-51, вместе с Ю. Лисицыным). В 1964 году занял второе место в первенстве Ленинграда по ралли в классе грузовых автомобилей. В 1965 году стал чемпионом Ленинграда по ралли в классе грузовых автомобилей (вместе с Е. Цигильницким).
В 1966 году прекратил выступления.
Скончался в 1972 году в возрасте 45 лет. Похоронен на Северном кладбище Санкт-Петербурга.